# Lucas Mello
Lucas Mello (Porto Alegre, 22 de julho de 1981) é um empresário e publicitário brasileiro, eleito em 2013 o profissional de marketing mais inovador do mercado brasileiro. Ocupa a posição de CEO da LiveAD, agência de comunicação digital independente com 10 anos de mercado que atende marcas como Oi, Sadia, Qualy, Molico, H2OH, Ben&Jerry’s, Natura e Santander. É sócio-fundador e investidor de diversas empresas no ramo da comunicação e entretenimento como LiveAD, Box1824, ProfilePR, TalkINC, Aquiris Game Studio, Grupo Chez. .

## História
Lucas Mello é formado em Publicidade e Propaganda pela Pontifícia Universidade Católica do Rio Grande do Sul e iniciou sua carreira no final dos anos 90 trabalhando em startups de tecnologia. Em 2000, Lucas mudou-se para a Austrália onde viveu por quase 1 ano antes de passar uma temporada de três meses em Bali, Indonésia . Na volta ao Brasil teve passagens por agências de publicidade como a e21 e a SLM Ogilvy, sempre atuando na área de planejamento estratégico.
Em novembro de 2003, juntou-se a outros três sócios e fundou a Box1824, agência de pesquisa de tendências. Dois anos depois, em 2005, levou a inteligência de pesquisa para o mercado de publicidade fundando a LiveAD.. Na época a agência era focada 100% em projetos de marketing boca-a-boca e foi logo reconhecida pelo mercado como uma das empresas mais inovadoras da época.
Como CEO da LiveAD, desde então, conquistou diversos prêmios firmando a agência como referência em inovação e criatividade no mercado Brasileiro  . Em 2008, já morando em São Paulo, fundou o Bar Secreto com outros dois sócios no bairro de Pinheiros. Nesse mesmo ano a cantora Madonna escolhe o bar para realizar uma festa particular de encerramento de sua tour no país, levando o Bar Secreto a tornar-se mundialmente conhecido e posteriormente visitado por grandes nomes como o cantor Michael Stripe (R.E.M.), a banda U2, a banda Arcade Fire, o duo Justice da frança entre outras dezenas de diretores de cinema, cantores e artistas. A partir do sucesso do Bar Secreto, Lucas e seus sócios fundaram a holding franco-brasileira Grupo Chez hoje dona de restaurantes como o Chez MIS, Chez Oscar, Chez Burguer e o Bar Secreto.

### Vida pessoal
Em 2011 começou a namorar a atriz Mariana Ximenes, com quem ficou por dois anos. Na época que estavam juntos, foi dito que os dois pensavam em casar e ter filhos.

## Prêmios
Em 2009 conquistou seu primeiro Leão de Ouro na categoria de PR para o projeto Mil Casmurros  realizado para o cliente TV Globo. Nesse mesmo ano e pelo mesmo projeto, ganhou o prêmio El Ojo Iberamericano . Em 2010 a agência foi premiada com seu segundo Leão na categoria de PR (prata)  para o projeto “Bovap - A bolsa de valores políticos” para a corretora de ações Souza Barros. Em 2012, ganha outro Leão de Ouro dessa vez na categoria Branded Content & Entertainment para a Nike com o case “Corrida SP>Rio”. Esse mesmo projeto foi também premiado com bronze no Facebook Studio Awards , premiação oficial do Facebook para reconhecer os melhores projetos em sua plataforma. Em 2015, a LiveAD conquista o The Webby Awards em Nova York com o projeto “Newsletter Incancelável’  para o Newsmonitor, startup de monitoramento de notícias.